# Neosparassus pictus
Neosparassus pictus är en spindelart som först beskrevs av Ludwig Carl Christian Koch 1875.  Neosparassus pictus ingår i släktet Neosparassus och familjen jättekrabbspindlar.
Artens utbredningsområde är Queensland. Inga underarter finns listade i Catalogue of Life.